# Lepidostoma acarolum
Lepidostoma acarolum är en nattsländeart som beskrevs av Donald G. Denning 1962. Lepidostoma acarolum ingår i släktet Lepidostoma och familjen kantrörsnattsländor. Inga underarter finns listade i Catalogue of Life.